# Municipio di Charlottetown
Il Municipio di Charlottetown (in inglese: Charlottetown City Hall) è la sede del consiglio comunale di Charlottetown, capoluogo della provincia dell'Isola del Principe Edoardo in Canada.

## Storia
L'edificio è stato progettato dagli architetti John Lemuel Phillips e Charles Benjamin Chappell in stile neoromanico. Fu costruito dall'imprenditore William H. Fraser a partire dal 1887 e fu completato nel 1888. L'adiacente caserma dei vigili del fuoco progettata da Charles Benjamin Chappell e John Marshall Hunter è stata inaugurata nel 1916.
Il Municipio di Charlottetown è stato riconosciuto sito storico nazionale del Canada il 23 novembre 1984.

## Descrizione
Si trova al 199 di Queen Street all'angolo con Kent Street, nel centro di Charlottetown.